# Sindrom stečene imunodeficijencije
Sindrom stečene imunodeficijencije (sindrom stečenog nedostatka imuniteta) (franc. – Syndrome d'ImmunoDéficience Acquise – SIDA) (eng. – Acquired Immunodeficiency Syndrome – AIDS) (hrv. kopnica) je bolest ljudskog imunološkog sustava. Osnovna osobina te bolesti je teško oštećenje imunološkog sustava, tj. nemogućnost da se taj sustav brani od štetnog djelovanja različitih bolesti. Tada se smanjuje broj leukocita u krvi, smanjen je broj limfocita u limfnim čvorovima i slezeni, smanjen je broj zrelih T limfocita te se smanjuje količina protutijela. Pojam «imunodeficijencija» podrazumijeva smanjenu ili neučinkovitu sposobnost imunološkog sustava u bolesnika.

## Virologija
Uzročnik HIV (Human Immunodeficiency Virus),  je retrovirus koji napada specifične stanice obrane organizma, stanice iz grupe leukocita, tj. limfocitske podgrupe – zrele T4-limfocite, stanice koje direktno sudjeluju u imunološkoj reakciji protiv mnogih bolesti i tako čini imunološki sustav čovjeka bespomoćnim da se brani od bolesti, pa čak i onih na koje je inače otporan. On svojim enzimom reverzna transkriptaza nameće svoj genski kod te tako zaražena stanica umnožava viruse i uništava se.

## Način prenošenja
HIV se najčešće prenosi spolnim činom, miješanjem nekih od tjelesnih izlučevina oboljelog s onima zdravog čovjeka (sjemena tekućina, krv), s majke na dijete (u trudnoći) ili drugim dijelovima organizma u kojima je koncentracija ovog virusa velika.
Može se zaraziti i korištenjem iste igle koja je prethodno zaražena, zatim transfuzijom, a kroz posteljicu zaražena majka prenosi bolest i na dijete. Zaražena majka može dijete zaraziti i dojenjem.

## Simptomi
AIDS se na organizmu ne očituje neposredno kao neke druge bolesti, već pojavom tzv. oportunističkih bolesti/infekcija. HIV virus znatno oslabi imuni sustav čovjeka, a to iskorištavaju kako mikroorganizmi koji redovno žive na i u čovjeku, tako i organizmi koji dolaze izvana. Ostatak imunološkog sustava nije dovoljno jak da se odupre HIV virusu pa je bolesnik dobra podloga za razne oportunističke infekcije. Često se za sve HIV oboljele greškom smatra da imaju AIDS, no postoje slučajevi da HIV-pozitivne osobe požive i preko deset godina bez ikakvog znaka bolesti.Osoba na kraju umire od raznih infekcija pluća, tumora, i drugo.

## Pojava i širenje bolesti
1981. je kod pet mladih homoseksualaca iz Los Angelesa otkrivena dotad nepoznata bolest. Nitko nije slutio da će ta bolest postati prava «kuga 20. stoljeća». U početku je AIDS smatran bolešću homoseksualaca pogrdno nazivana i «pederskim rakom». Trebalo je nekoliko godina da se dokaže suprotno, sve dok nisu počeli obolijevati djeca i žene. 1983. francuski onkolog Luc Montagnier na francuskom institutu Pasteur izolirao je dotad nepoznat virus i prozvao ga retrovirusom HIV, a bolest SIDA. Retrovirusi sadrže RNA umjesto DNA. 
Do 1996. godine otprilike 22.6 milijuna ljudi bilo je HIV pozitivno, od toga 21.8 milijuna odraslih i oko 830 000 djece.
2005. godine u podsaharskoj Africi više od 26 milijuna ljudi živi s virusom, 2,3 milijuna smrtnih slučajeva godišnje uzrokovano je bolestima vezanima uz kopnicu (SIDA, AIDS).

## Procjena broja odraslih i djece koji žive s HIV-om
2007. godine u Sjevernoj Americi 1,3 milijuna, Karibi: 230000, Južna Amerika 1,3 mil, Zapadna Europa: 760000, Sjeverna Afrika i Srednji Istok: 380000 Subsaharska Afrika: 22,5 mil Istočna Europa i Centralna Azija: 1,6 mil Istočna Azija: 800000, Južna i Jugoistočna Azija: 4,0 mil Oceanija: 75000

## Kako se zaštititi?
Osoba zaražena HIV-om obično se ne osjeća bolesnom i godinama nema simptome. Zaraza HIV-om putem spolnog odnosa može se izbjeći suzdržavanjem od spolnih odnosa, imajući spolni odnos samo s jednim partnerom, koji sam nije zaražen i nema spolne odnose ni s kim drugim, ili redovitom i ispravnom uporabom kondoma. 
Korištenje prezervativa (kondoma) u seksualnim odnosima značajno smanjuje vjerojatnost prenošenja spolno prenosivih bolesti. Preporučuje se uporaba kondoma izrađenih od lateksa s prostorom predviđenim za ejakulat nakon ejakulacije. Ne preporučuje se korištenje pomoćnih lubrikanata poput vazelina i sličnih jer mogu oštetiti kondom pri čemu bi moglo doći do pucanja kondoma, već se preporučuju lubrikanti na vodenoj bazi.
Osobe sklone uzimanju opojnih droga intravenoznim putem trebaju se suzdržavati od dijeljenja igle s bilo kime, već isključivo koristiti svoj pribor, najbolje jednokratne igle i šprice koje poslije uporabe treba ukloniti u posebne, za to izrađene spremnike. 
Zaraza hiv-om putem krvi može se izbjeći smanjivanjem rizika za potrebom transfuzije krvi i to izbjegavanjem situacija koje bi mogle voditi do teških ozljeda; uporabom samo novih i/ili steriliziranih igala i šprica (za bilo kakvo ubrizgavanje); primjenom osnovnih mjera zaštite i zaštitne opreme (rukavice) prilikom rukovanja krvlju ili tjelesnim izlučevinama. Pojačanim oprezom: nikada ne rabiti tuđe oštre predmete za osobnu uporabu (britvice, škarice, nožići, grickalice za nokte). Ako se radi piercing i/ili tetovaža, mora se koristiti sterilizirana oprema.
Postoje neki lijekovi i neke metode liječenja od kojih je jedna od najpoznatijih kombiniranje lijekova s proteinima i nukleinskim kiselinama koji smanjuju količinu virusa u krvi no već jedna propuštena doza može dovesti do imunosti virusa na lijek. No i ta metoda ima velikih minusa poput proljeva i anemija, a i ne pokazuje se uvijek uspješnom. Neprestano se radi na novim lijekovima i cjepivima no zasad nema formule koja bi mogla garantirati siguran oporavak. Zasad je najvažnije informirati ljude o bolesti i poticanje ponašanja u cilju izbjegavanja mogućih izvora zaraze.

## HIV se ne prenosi...
Virus HIV-a se ne prenosi društvenim događanjima u svakodnevnom životu poput zajedničkog objeda, druženja, grljenja, ljubljenja, korištenjem istoga posuđa i pribora za jelo.
Također se ne prenosi putem insekata (npr. komaraca), slinom ili znojem jer virusa HIV-a u takvim tekućinama nema u dovoljnim količinama da bi došlo do zaraze.
Virus HIV-a ne prenosi se sjedenjem u istoj prostoriji i razgovorom s bolesnikom. 
HIV se odavno ne prenosi transfuzijom krvi jer se sva prikupljena krv i testira.

## Socijalni problemi
Slično je i s dijeljenjem igala gdje se vjerovalo da se time promiče drogiranje. U "nerazvijenim" zemljama malo zna o prirodi bolesti, te se vode "2 rata" zbog kopnice: 1. protiv HIV virusa, a 2. protiv neznanja i predrasuda. Brojne međunarodne organizacije promiču borbu protiv kopnice. Slavne osobe koje su zaražene bore se protiv kopnice i novčano pomažući oboljelima i njihovim obiteljima.

## HIV/AIDS u Hrvatskoj – Epidemiologija
AIDS se u Hrvatskoj registrira isključivo unutar grupa povećanog rizika. Od 1985. godine, kada su prvi HIV pozitivni bolesnici registrirani u Hrvatskoj, do listopada 2004. godine u Hrvatskoj je registrirano 470 osoba s HIV-om, od čega 218 oboljelih od AIDS-a, objavljeno je na stranicama HZJZ-a. U istom je razdoblju 122 oboljelih i umrlo. Epidemiološka situacija u Hrvatskoj još uvelike ovisi o ekspoziciji izvan zemlje, jer je 60 % oboljelih ovu infekciju vjerojatno steklo u inozemstvu. 
Od ukupno 14 inficiranih bolesnika s hemofilijom, njih 8 je oboljelo od AIDS-a. Svi su ovi pacijenti primali inozemne pripravke iz krvi. Od 1992. godine nije registriran niti jedan HIV pozitivan pacijent iz ove grupe. U Hrvatskoj su te godine prvi put registrirana dva slučaja HIV infekcije nakon transfuzije domaće krvi. Razlog ovome je dobrovoljno davalaštvo krvi i neznatan rizik od infekcije u općoj populaciji, međutim i uz ovako mali rizik nije moguće u potpunosti isključiti ovu mogućnost. U Hrvatskoj se krv obavezno testira na HIV, a provode se i sve ostale mjere sprečavanja uzimanja krvi od osoba pod povećanim rizikom od HIV infekcije. Prema Nacionalnom programu suzbijanja AIDS-a poštuje se princip samodostatnosti, te se primjenjuje isključivo krv davalaca iz Hrvatske.
U ukupnom broju oboljelih ovisnici o opojnim drogama čine 8,3 %. Među svim HIV pozitivnim osobama ova grupa čini 10,4 %. Godišnje se prati kretanje HIV infekcije među intravenoznim ovisnicima u Hrvatskoj (prosječno oko 700 – 800 testiranih). Među ovisnicima o drogama (koje uzimaju intravenskim putem) postotak inficiranih kreće se oko 1%. Ovaj postotak inficiranih u posljednjih 10 godina ne pokazuje trend porasta. U 2008. godini ovim putem vjerojatno je zaražena tek jedna osoba.
Ukupno je u 2003. godini testirano 194.292 osobe od čega je registrirano 81 HIV pozitivnih bolesnika ili 0,04 %. Laboratorijski podaci mogu uključiti višekratno testiranje jedne osobe ili testiranje osoba koje su od prije poznate epidemiološkoj službi kao HIV pozitivni. Među dobrovoljnim davaocima krvi registrirane su 4 HIV pozitivne osobe, što čini 0,002 % pozitivnih. Od ukupno 869 ovisnika o opojnim drogama, njih 9 ili 1,03 % su HIV pozitivni.
Za razliku od nekih europskih zemalja s niskom incidencijom AIDS-a Hrvatska je imala sve preduvjete za rani ulazak HIV infekcije u zemlju (otvorene granice, putovanja naših građana u inozemstvo, rad u inozemstvu, razvijen turizam itd.). Početak javljanja AIDS bolesnika u Hrvatskoj ukazuje na pojavu HIV infekcije u zemlji sredinom 70-ih godina. U to doba još je bila relativno visoka transmisija klasičnih spolno prenosivih bolesti (oko 2000 registriranih bolesnika s gonorejom godišnje). S početkom široke kampanje zdravstveno odgojnih mjera sredinom 80-ih, broj klasičnih spolno prenosivih bolesti intenzivno opada, te doseže sadašnju razinu od 18 oboljelih od gonoreje, te 18 oboljelih od sifilisa u 2003. godini.
Po podacima Registra za HIV/AIDS, u Hrvatskoj je 2006. godine prijavljeno 39 novih slučajeva zaraze HIV-om, 18 oboljelih od AIDS-a i devet smrti oboljelih osoba. 2007. godine prijavljeno je 46 novih slučajeva zaraze HIV-om, 7 oboljelih od AIDS-a. 2008. godine prijavljeno je 51 novih slučajeva zaraze HIV-om, 14 oboljelih od AIDS-a. Na godišnjoj razini HZJZ ne publicira specifikaciju prevalencije po rizičnim skupinama, već samo zbirne podatke od 1985. godine.
Najrizičnija skupina u Hrvatskoj su muškarci koji imaju seksualne odnose s muškarcima, koji čine 45 posto zaraženih, a to potvrđuje i podatak da je od 51 novog slučaja zaraze u 2008. godini među homoseksualnom skupinom zabilježeno njih 37. U Hrvatskoj je od 53 slučaja dijagnosticirane HIV infekcije u 2009. godini, u 40 slučajeva vjerojatni put prijenosa je muški homoseksualni odnos, što je podjednako prethodnoj 2008. godini (u 2008: 50 od 67). u 12 heteroseksualni odnos, što je također podjednako prethodnoj 2008. godini (u 2008: 15 od 67), te u jednom slučaju nije bilo moguće doznati način prijenosa.

## Vanjske poveznice
- AIDS – često postavljana pitanja
- AIDS – kako ga izbjeći
- Hrvatska udruga oboljelih od HIV-a
- Medina.hr: HIV i AIDS  Arhivirana inačica izvorne stranice od 18. prosinca 2008. (Wayback Machine)
- Noebius: Kopnica u Hrvatskoj – Nove spoznaje  Arhivirana inačica izvorne stranice od 6. prosinca 2006. (Wayback Machine)
- PLIVAzdravlje – AIDS
- National Geographic Hrvatska: Život s kopnicom (rujan 2005)  Arhivirana inačica izvorne stranice od 10. lipnja 2007. (Wayback Machine)
- Priručnik za HIV – savjetovanje i testiranje  Arhivirana inačica izvorne stranice od 8. ožujka 2008. (Wayback Machine)
- Poslovni.hr – U Hrvatskoj živi 550 osoba zaraženih virusom HIV (1. prosinac 2008)  Arhivirana inačica izvorne stranice od 6. rujna 2009. (Wayback Machine)

|  | Molimo pročitajte upozorenje o korištenju medicinskih informacija. Ne provodite liječenje bez savjetovanja s liječnikom! |